# Andrij Totowycki
Andrij Ołeksandrowycz Totowycki, ukr. Андрій Олександрович Тотовицький (ur. 20 stycznia 1993 w rejonie sarneńskim obwodu rówieńskiego, Ukraina) – ukraiński piłkarz, grający na pozycji ofensywnego pomocnika.

## Kariera piłkarska

### Kariera klubowa
Wychowanek RWUFK Kijów i Dynamo Kijów, barwy których bronił w juniorskich mistrzostwach Ukrainy (DJuFL). 7 sierpnia 2010 rozpoczął karierę piłkarską w trzeciej drużynie Szachtara Donieck. 6 czerwca 2013 został wypożyczony do Illicziwca Mariupol. 13 stycznia 2013 został wypożyczony do Zorii Ługańsk. W sierpniu 2016 wrócił do Szachtara. 31 sierpnia 2016 został wypożyczony do belgijskiego KV Kortrijk, a w sezonie 2017/18 do FK Mariupol. 21 stycznia 2020 przeszedł do Desny Czernihów.

### Kariera reprezentacyjna
Występował w juniorskiej reprezentacji Ukrainy U-17. Od 2013 regularnie jest powoływany do młodzieżowej reprezentacji Ukrainy.